# Compostador
Un compostador o compostadora es un recipiente o depósito con las características adecuadas para realizar la práctica del compostaje, es decir, la transformación de los residuos orgánicos en compost,a nivel doméstico.
En el mercado existen numerosos modelos de distintas capacidades y formas. Normalmente están fabricados en plástico, pero también los hay de madera e incluso metálicos, si bien los de plástico son los más recomendables, ya que el plástico no es biodegradable y resiste mejor el paso del tiempo.

## Tipos de compostadores

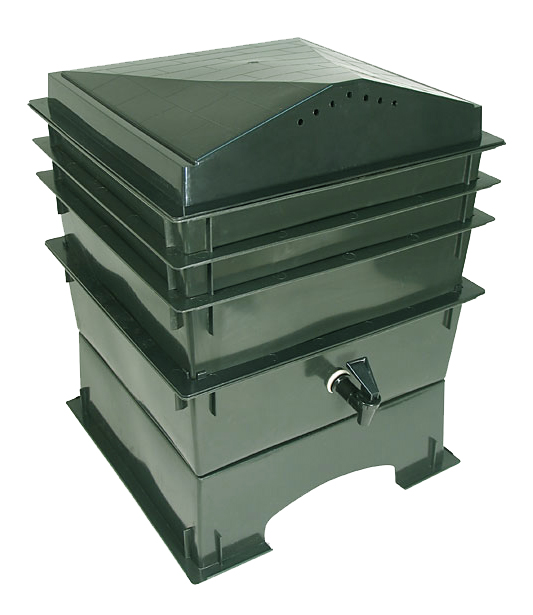
Vermicompostador

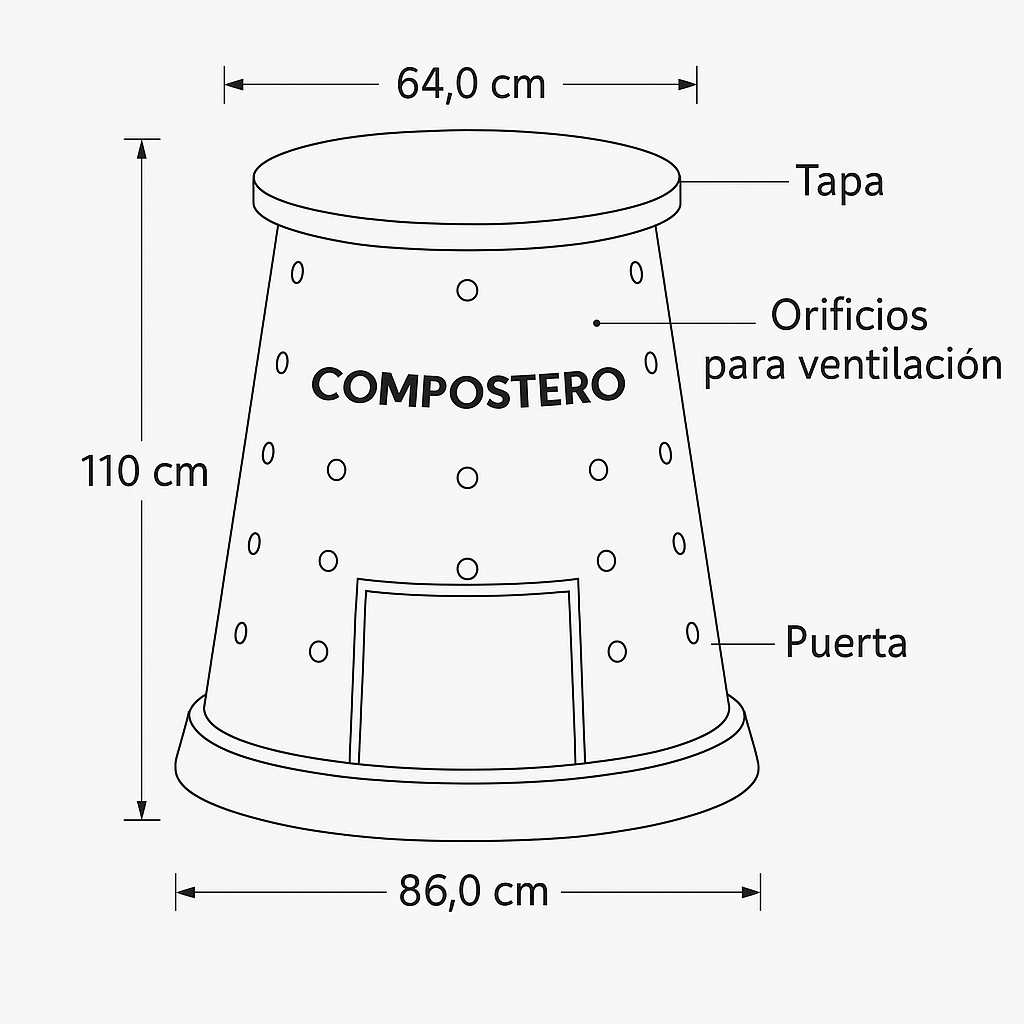
Diagrama compostador.

El compostador “ideal” es aquel que puede dejarse a la intemperie sin que se deteriore, fácilmente manipulable y accesible por su parte superior para depositar los restos orgánicos, y por la parte inferior o el lateral entero para la extracción del producto final, el compost. Para optimizar el proceso de compostaje, debe garantizar un sistema de aislamiento térmico con unas paredes duras y resistentes, y la suficiente ventilación.
Hay varios tipos de compostador, en función del uso, la ubicación y su construcción:
- Compostador urbano o vermicompostador: es un sistema desarrollado para reciclar, con la ayuda de lombrices rojas, restos vegetales de cocina en espacios reducidos. Ideal para el compostaje en ciudades. Se puede tener dentro de casa, en el balcón o en la terraza. Siempre a la sombra.[2]

- Compostador doméstico: depósito con o sin base, que se instala directamente sobre la tierra, en el jardín o el huerto.
- Compostador modular: fabricado en materiales plásticos resistentes como polietileno o polipropileno, se compone de paneles ensamblables que permiten ajustar su capacidad según el volumen de residuos. Suelen contar con tapa superior, sistema de ventilación y compuerta inferior de extracción.[3]
- Abierto sobre el terreno: sin base ni laterales fijos, requiere de mayor mantenimiento manual y es más vulnerable a condiciones climáticas o animales.
- Abierto en un pozo: consiste en excavar directamente en el suelo, depositando materia orgánica que se mezcla periódicamente.
- Cajón semicerrado: estructura simple de madera o plástico con tres lados cerrados, uno abierto para remover el contenido.
- Cerrado, tipo bidón: sistema completamente sellado que aísla el contenido del entorno, útil para climas extremos o compostaje acelerado mediante giro manual.

Algunos modelos modernos incluyen compartimentos separados para facilitar la rotación del compost por etapas, favoreciendo un flujo continuo de producción orgánica.

## Utilidad del compostador para el compostaje doméstico
Es evidente que se puede hacer compost fuera de un compostador, como se ha hecho toda la vida en los estercoleros, pero lo más común es no disponer de tanto terreno como necesitan las pilas de compostaje.

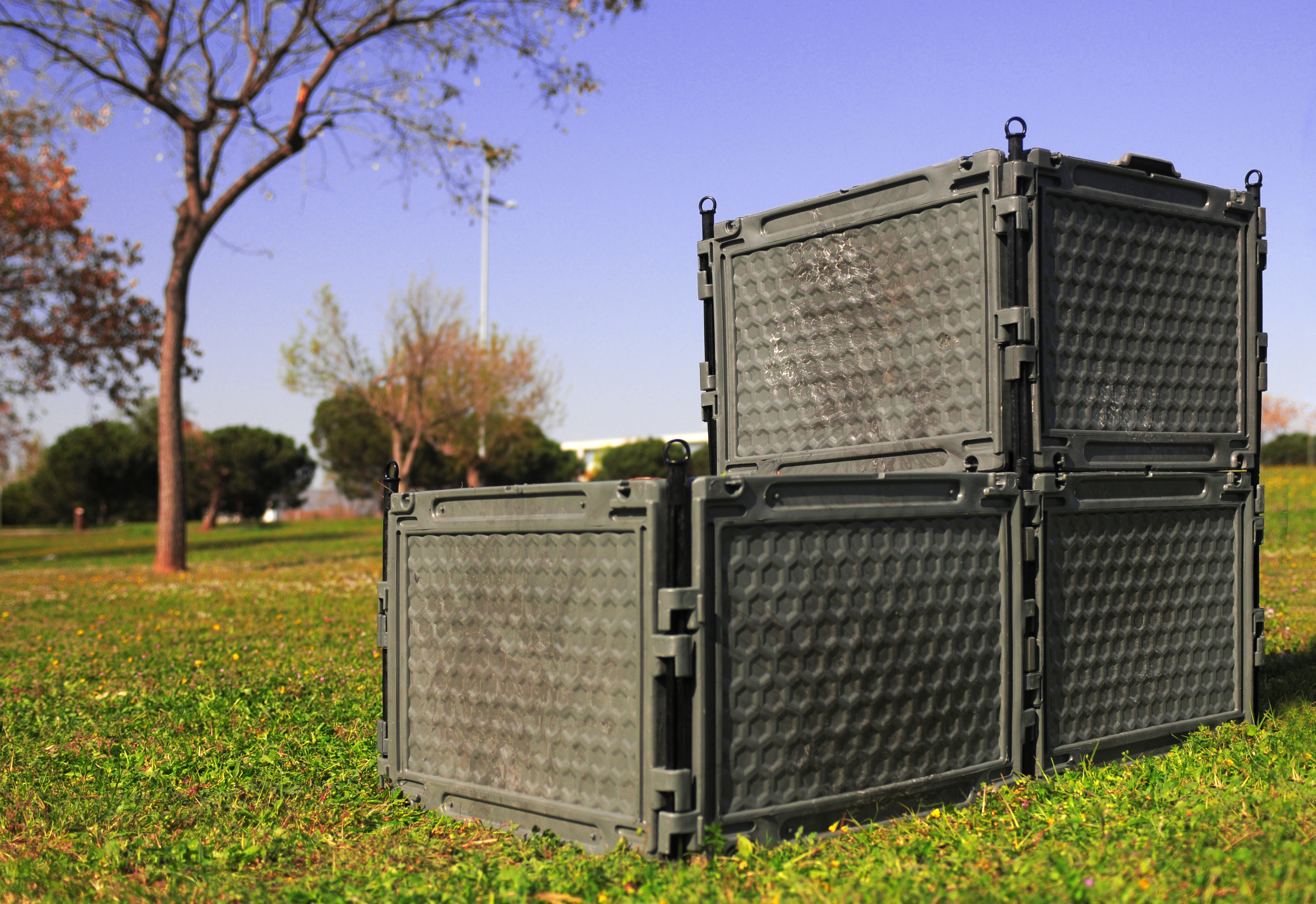
Combox: Compostadores modulares, compartimentables y ampliables.

En un compostador los restos están resguardados de las inclemencias del tiempo (sol, lluvia, viento); por tanto, no será necesario prestarles una atención ni dedicación especial y el proceso será 3 ó 4 veces más rápido. Además, no se tendrá que usar agua para regarlos cuando estén secos y no causarán tanto impacto visual. Por otro lado, el compostador puede instalarse en cualquier sitio sin que moleste a los vecinos.
El proceso de descomposición de los restos vegetales dentro de un compostador bien mantenido desprende un olor característico y no desagradable que podemos percibir cuando abrimos el compostador para aportar nuevos restos o remover. Recuerda el olor que desprende el bosque húmedo. Esto se debe a que los millones de organismos que se alimentan de los restos que se depositan en el compostador no permiten que pase mucho tiempo antes de transformarlos en compost.
Si se mezclan los restos de vez en cuando —una vez por semana— no aparecerán insectos molestos, como moscas de la fruta, por ejemplo. De todas maneras, estos organismos también ayudarán en el proceso de compostaje y, en todo caso, su presencia siempre estará limitada al interior del compostador.
En caso de que aparezcan hormigas, esto indicará que han tenido semanas para construir el nido porque no se ha removido lo suficiente. La solución será mezclar bien los restos y posiblemente humedecer mejor la pila.
Las babosas u otros organismos, que antes se comían las plantas, ahora las dejarán de lado para ir hacia el compostador; así su efecto en el jardín se hace más leve.
Los animales, como perros, gatos o ratones, no pueden entrar en el compostador ya que se trata de un recipiente cerrado diseñado para evitar que puedan entrar. Es necesario, sin embargo, instalarlo a nivel de la superficie, sin dejar ranuras.